# Żelisławice (Silésie)
Pour les articles homonymes, voir Żelisławice.
Żelisławice est une localité polonaise de la gmina de Siewierz, située dans le powiat de Będzin en voïvodie de Silésie.